# 斯米亞多沃市鎮
43°1′N 26°58′E / 43.017°N 26.967°E

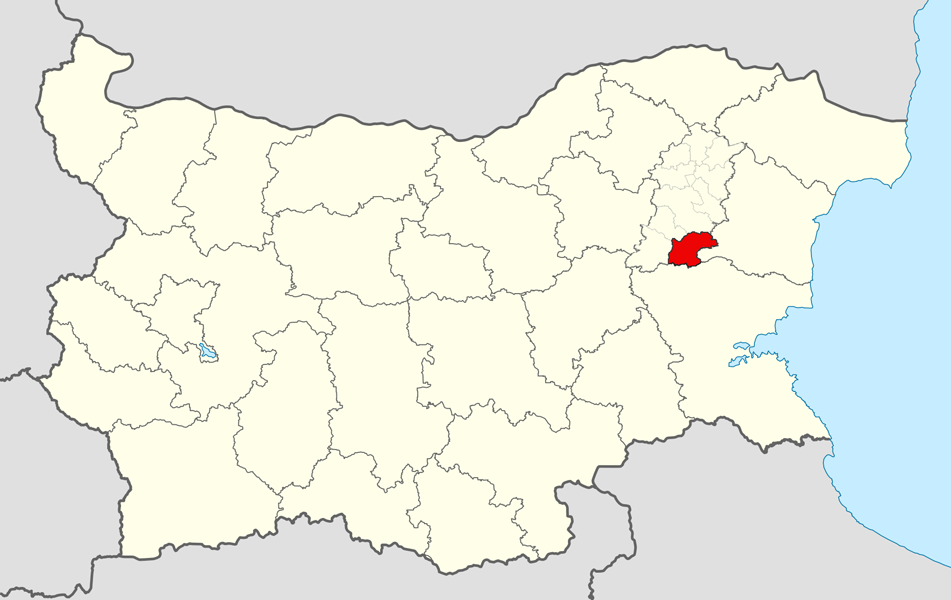

斯米亞多沃市，是保加利亞的城鎮，位於該國東北部，由舒門州負責管轄，首府設於斯米亞多沃，面積365平方公里，2009年人口7,402，人口密度每平方公里20.3人。